# Каньякумарі
Каньякумарі, мис Коморин (там. கன்னியாகுமரி) — місто в окрузі Каньякумарі індійського штату Тамілнад. Найпівденніше місто Індійського субконтиненту, популярне серед туристів місце.

## Назва
Назва походить від імені богині Деві Канья Кумарі, сестри Крішни. Жінки моляться їй, щоб одружитися. У 1656 році Голландська Ост-Індійська компанія завоювала Португальський Цейлон і спотворила назву Каньякумарі до Коморон. Ця назва зберігалася під час панування в Індії британців. Оригінальну назву повернув уряд незалежної Індії.

## Легенда
Згідно з легендою, Деві Канья Кумарі, аватар Парваті, збиралася одружитися із Шивою, але той не з'явився. Приготовлені на весілля рис і зерно залишилися і перетворилися на каміння.
Згідно з іншою легендою, Хануман упустив шматок землі, коли переносив гору з лікарською рослиною санджівані. Тому гори навколо Каньякумарі вважають багатими на лікувальні трави.

## Населення
За даними перепису населення Індії 2001 року, в Каньякумарі було 19 739 жителів, що складали 9 874 чоловіки та 9 855 жінок. 2403 особи були молодшими за шість років. Середня грамотність у місті становила 88,62 %, що перевищує середній показник у 59,5 % у країні. Всього в місті було 4236 домогосподарств.

## Географія
Каньякумарі з трьох боків межує з Лаккадівським морем. Він розташований у місці злиття Західної прибережної рівнини та Східної прибережної рівнини і є найпівденнішою точкою Індійського субконтиненту. Однак найпівденніша точка Республіки Індія знаходиться в точці Індіра на острові Великий Нікобар, при 6°45'10″ N і 93°49'36″ E. Найближче велике місто — Тируванантапурам (85 км), а аеропорт — Міжнародний аеропорт Тривандрум (Керала), а найближче місто — Нагеркойл, адміністративний центр району Каньякумарі — за 22 км.

### Клімат
Місто знаходиться у зоні, котра характеризується кліматом тропічних саван. Найтепліший місяць — квітень, із середньою температурою 29,4 °C (84.9 °F). Найхолодніший місяць — грудень, із середньою температурою 27 °С (80.6 °F).
| Клімат Каньякумарі      | Клімат Каньякумарі | Клімат Каньякумарі | Клімат Каньякумарі | Клімат Каньякумарі | Клімат Каньякумарі | Клімат Каньякумарі | Клімат Каньякумарі | Клімат Каньякумарі | Клімат Каньякумарі | Клімат Каньякумарі | Клімат Каньякумарі | Клімат Каньякумарі | Клімат Каньякумарі |
| Показник                | Січ.               | Лют.               | Бер.               | Квіт.              | Трав.              | Черв.              | Лип.               | Серп.              | Вер.               | Жовт.              | Лист.              | Груд.              | Рік                |
| Середній максимум, °C   | 30,8               | 31,6               | 32,1               | 32,7               | 32,5               | 30,5               | 30,3               | 30,4               | 30,6               | 30,5               | 30,2               | 30,2               | 31                 |
| Середня температура, °C | 27,1               | 27,7               | 28,6               | 29,4               | 29,4               | 27,5               | 27,2               | 27,2               | 27,5               | 27,4               | 27,1               | 27                 | 27,8               |
| Середній мінімум, °C    | 23,4               | 23,8               | 25                 | 26,1               | 26,2               | 24,5               | 24                 | 23,9               | 24,3               | 24,3               | 24                 | 23,7               | 24,4               |
| Норма опадів, мм        | 13.4               | 13.5               | 23.3               | 64.5               | 51.2               | 87.8               | 47                 | 41.4               | 38.9               | 127.5              | 165.3              | 61.1               | 734.9              |
| ----------------------- | ------------------ | ------------------ | ------------------ | ------------------ | ------------------ | ------------------ | ------------------ | ------------------ | ------------------ | ------------------ | ------------------ | ------------------ | ------------------ |
| Джерело: Weatherbase    |                    |                    |                    |                    |                    |                    |                    |                    |                    |                    |                    |                    |                    |

## Туристичні принади

### Схід / захід сонця та місяця
Оскільки Каньякумарі знаходиться на однойменному мисі, який з трьох сторін омивається морем, тут можна з одного і того самого місця спостерігати схід сонця і місяця з моря і захід сонця в море (Бенгальська затока, Арабське море, Індійський океан). Вранці та ввечері на дахах готелів чи біля узбережжя збираються туристи, щоб побачити схід та захід сонця.

### Статуя Тіруваллувара
Тіруваллувар — тамільський поет та філософ, автор визначної праці «Тіруккурал» (священної книги тамілів). Статуя Тірувальвара має висоту 29 м і стоїть на 11,5 м (38-футовій) скелі, що представляє 38 глав «чеснот» в Тірукуралі. Комбінована висота статуї та постаменту — 40,5 м (133 фути), що позначає 133 глави в Тріукуралі. Має загальну вагу 7000 тонн. Статуя з невеликим вигином навколо талії нагадує танцювальну позу давньоіндійських божеств, як Натараджа. Виконана робота індійським скульптором доктор В. Ганапаті Штапаті, який також створив храм Іраїван. Церемонія його відкриття відбулася 1 січня 2000 року. Пам'ятник пережив цунамі в Індійському океані 26 грудня 2004 року і вистояв неушкодженим. Статуя може пережити землетруси магнітуди 6 за шкалою Ріхтера. Туристи можуть відвідати острів на поромі.

### Форт Ваттакоттай
Приморський форт поблизу Каньякумарі побудований у XVIII столітті як прибережна оборона-фортифікація та казарма в колишньому королівстві Траванкорі.

### Церква Богоматері викупу
Готичний католицький храм в Каньякумарі. Богоматір викупу — покровителька громади в Іспанії, яка викупляла ув'язнених християн з мусульманського полону у 1218 році.

## Галерея

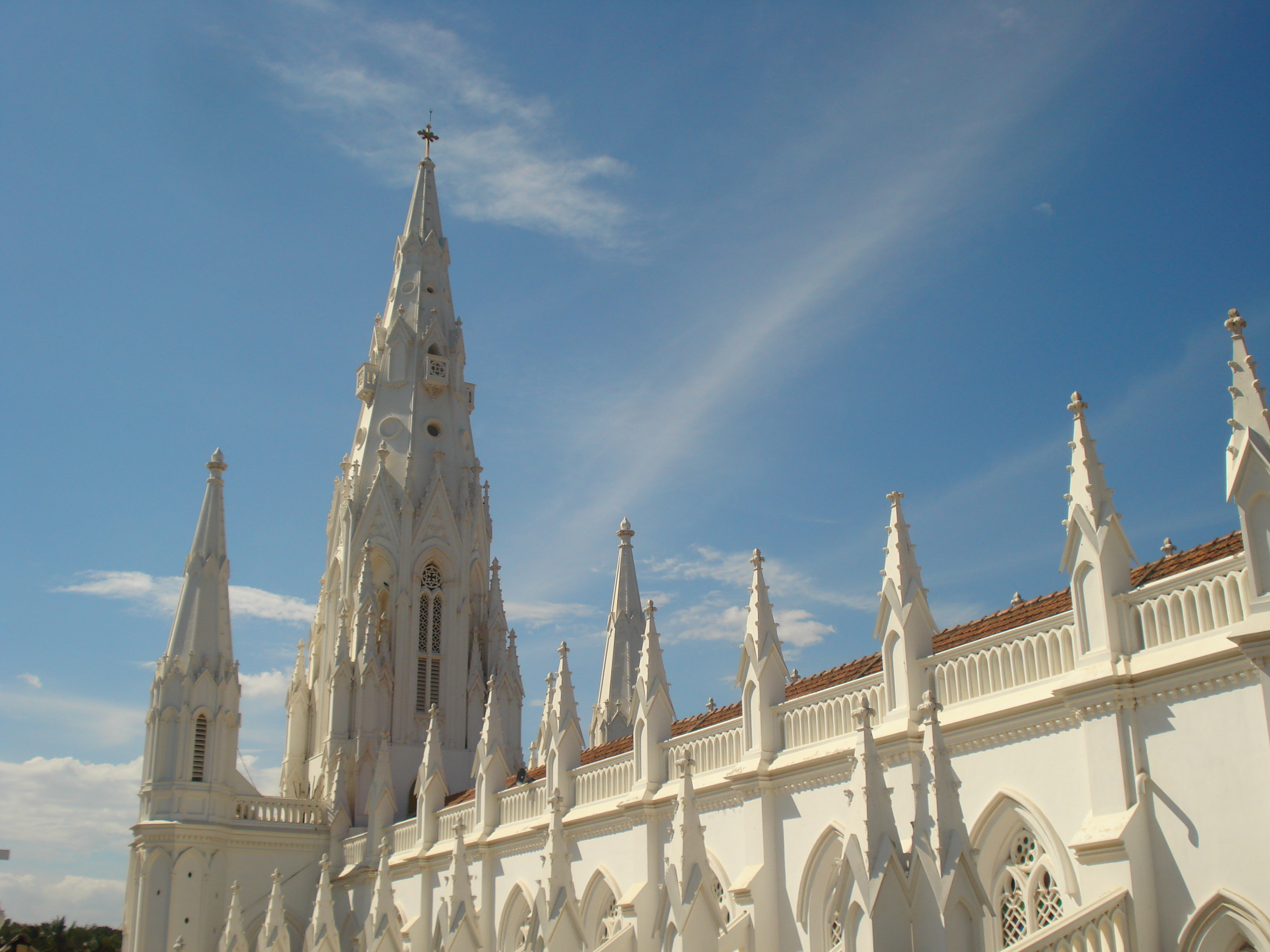
Церква Богоматері викупу
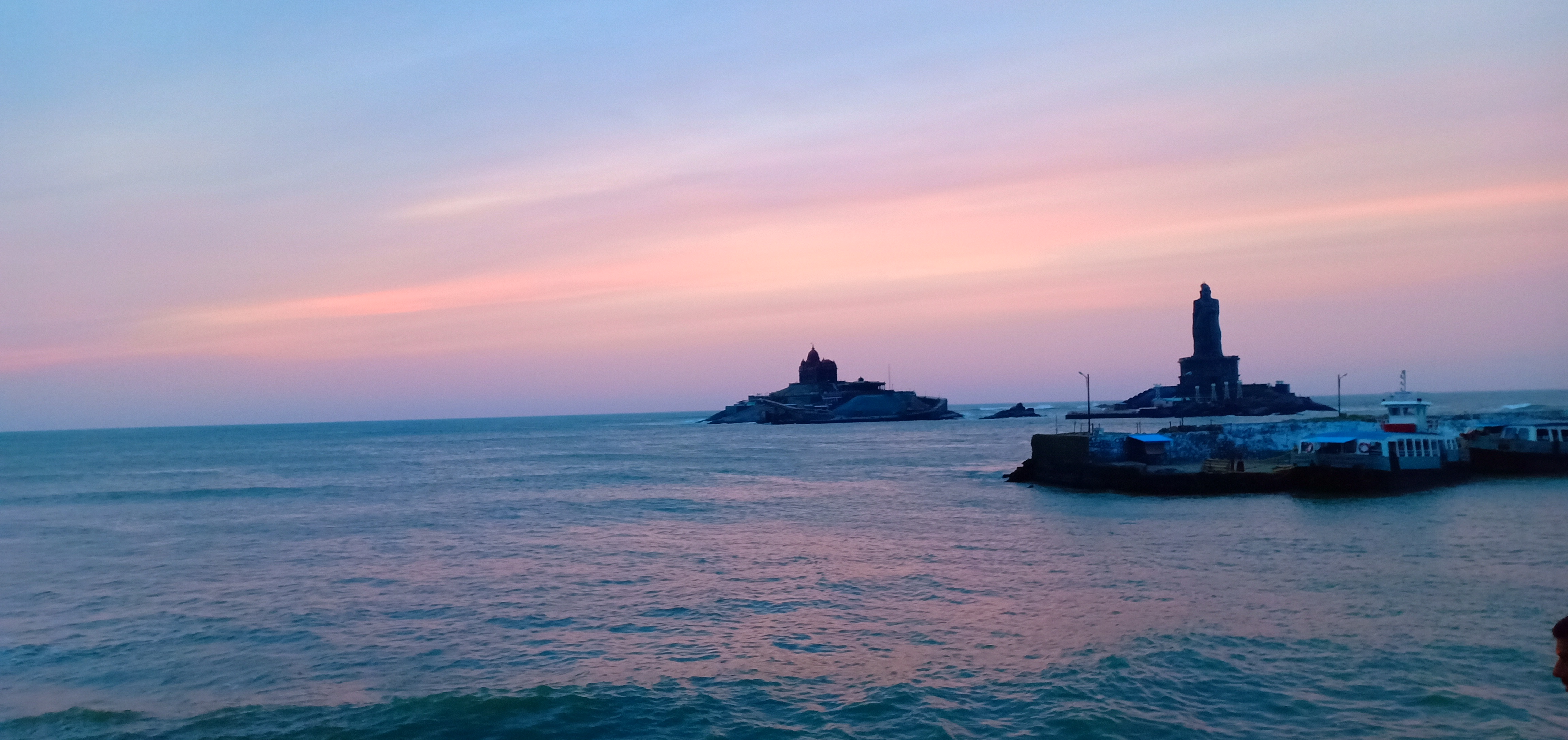
Схід сонця
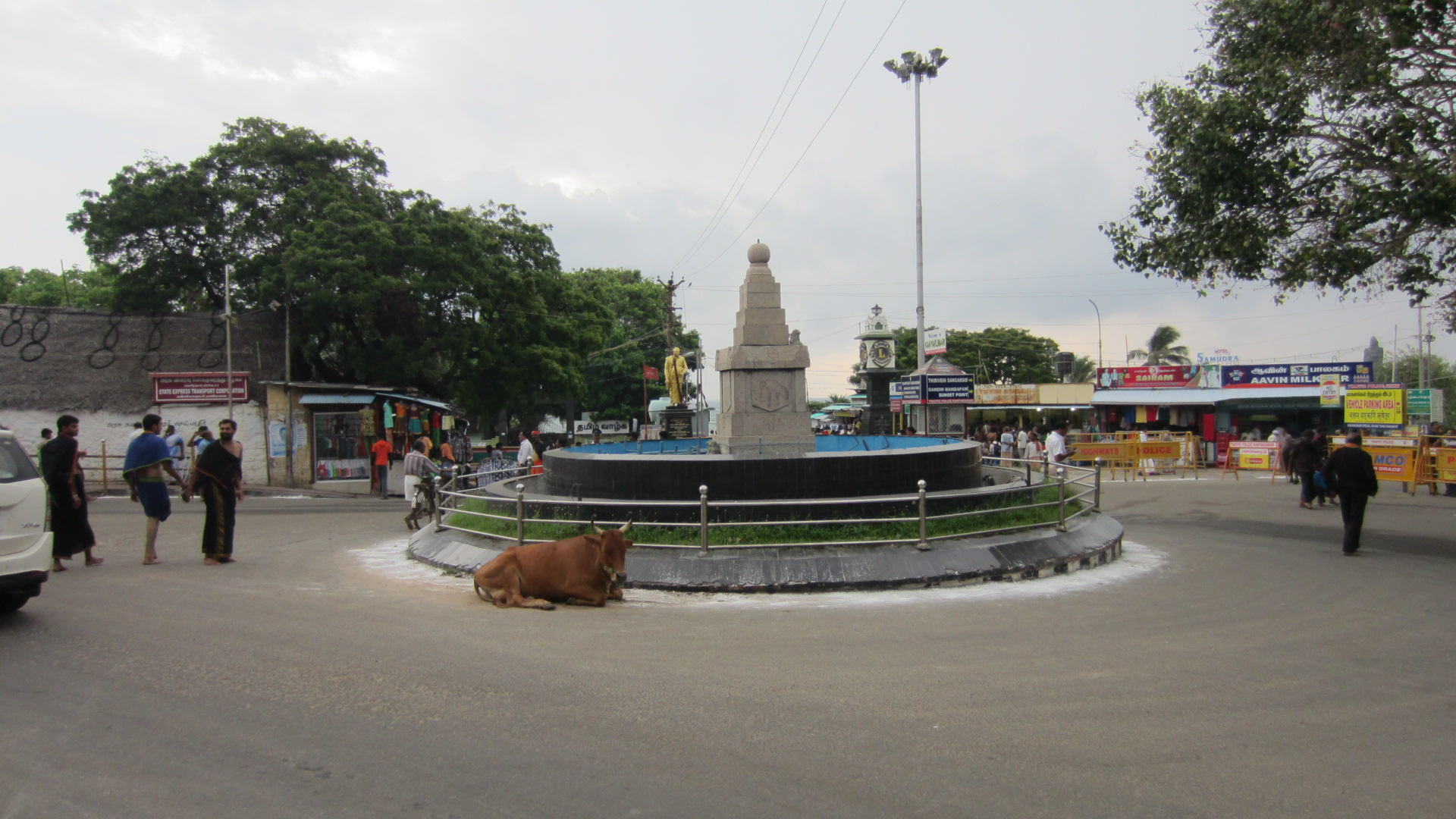
Вулиця міста